# Abby Kelley

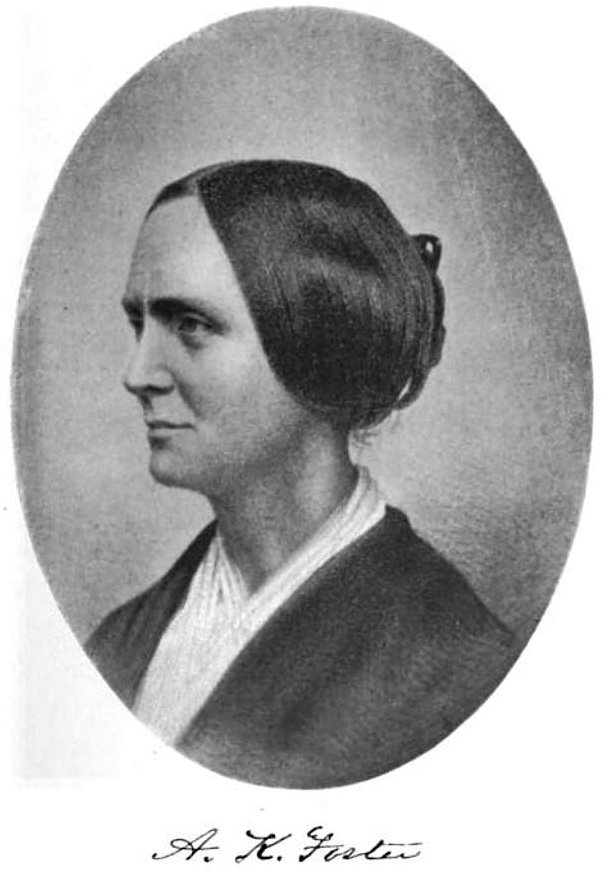
Abbey Kelly Foster

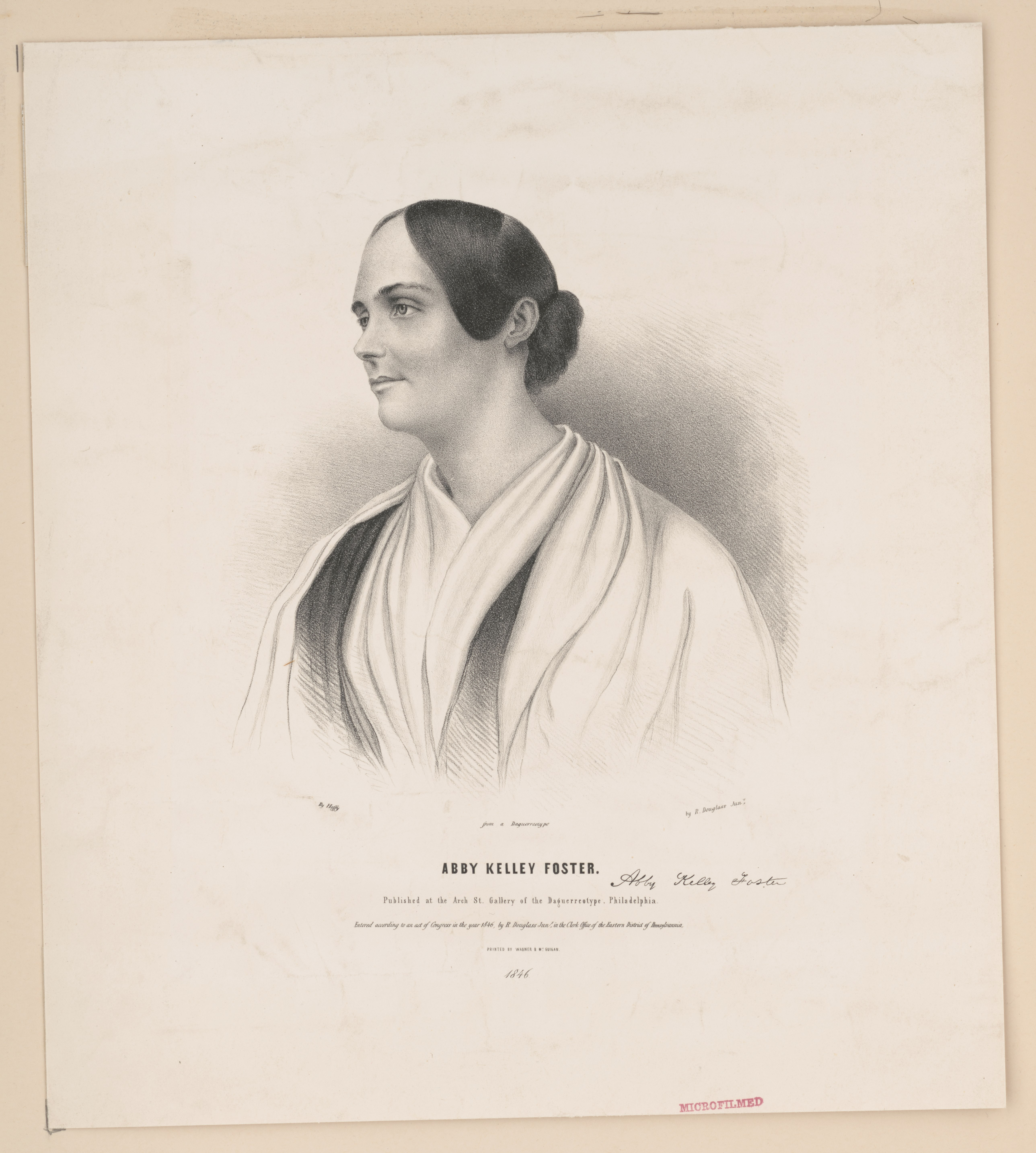
Abby Kelley Foster

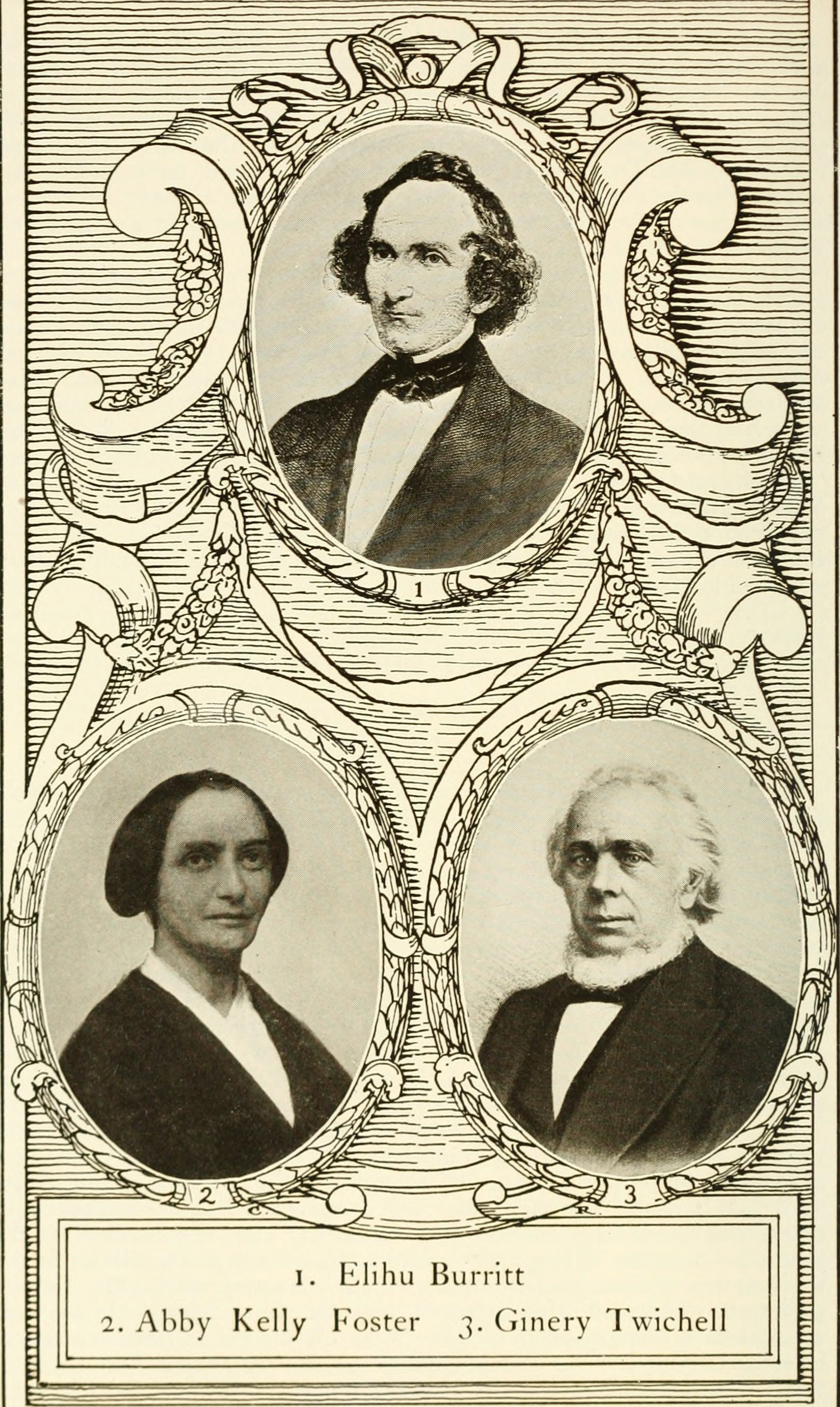
Forty immortals of Worcester & its county : A brief account of those natives or residents who have accomplished something for their community or for the nation

 Abby Kelley Foster (* 15. Januar 1811 in Pelham, Massachusetts; † 14. Januar 1887 in Worcester, Massachusetts) war eine amerikanische Abolitionistin und Sozialreformerin. Sie setzte sich für die Abschaffung der Sklaverei ein und wurde in Zusammenarbeit mit William Lloyd Garrison ein einflussreiches Mitglied der American Antislavery Society. Sie gehörte 1868 zu den Organisatorinnen des Gründungskonvents der New England Woman Suffrage Association.

## Leben und Werk
Kelley wurde als siebte Tochter von Diana Daniels und dem Landwirt und Sägewerksbetreiber Wing Kelley geboren. Sie besuchte eine Einraumschule in Worcester und ab 1826 die New England Friends Boarding School in Providence, Rhode Island, da Worcester keine Highschool für Mädchen hatte. Nach ihrem ersten Schuljahr unterrichtete Kelley zwei Jahre lang, um Geld für ihre weitere Ausbildung zu verdienen. 1829 kehrte sie zu ihren Eltern zurück, um an örtlichen Schulen zu unterrichten. 1836 zog sie nach Lynn (Massachusetts), wo sie an einer örtlichen Schule unterrichtete. Hier traf sie andere Quäker, die die Ideen von Ernährungseinschränkungen, Mäßigkeit, Pazifismus und Antisklaverei predigten.

## Aktivitäten gegen die Sklaverei
Sie trat der Female Anti-Slavery Society von Lynn bei und wurde 1837 korrespondierende Sekretärin. Nach der Wirtschaftskrise von 1837 übernahm sie das Fundraising für die Lynn Female Society und spendete der American Anti-Slavery Society einen großen Teil ihres eigenen Geldes. Mit der Unterstützung von Angelina Emily Grimké war sie die erste Delegierte der Lynn Female Society bei der Anti-Slavery Convention of American Women in New York. Die Quäkerin Grimke und deren Schwester Sarah Grimke ermutigten sie, ihre Reformansichten öffentlich zu äußern, und 1838 hielt sie ihre erste öffentliche Rede gegen die Sklaverei vor einem gemischtgeschlechtlichen Publikum auf dem Antisklaverei-Kongress für Frauen in Philadelphia. Sie unterrichtete in Connecticut und hielt Vorträge in Rhode Island und New York, in Massachusetts und New Hampshire. Radikale und konservativere Mitglieder der American Anti-Slavery Society spalteten sich, wobei letztere 1840 die American and Foreign Anti-Slavery Society bildeten. 1841 verließ Kelley die Quäker wegen Streitigkeiten über die Nichtzulassung von Anti-Sklaverei-Sprechern in Versammlungshäusern. 1843 sprach sie vor den Teilnehmern des Liberty-Party-Kongresses in Buffalo, New York, und war damit die erste Frau in Amerika, die auf einem nationalen politischen Kongress sprach.
1845 heiratete sie den Abolitionisten Stephen Symonds Foster, mit dem sie 1847 eine Farm in der Tatnuck-Region in Worcester kaufte, die sie Liberty Farm nannte. 1847 bekam sie dort ihre einzige Tochter. Die Farm diente als Station für das informelle Schleusernetzwerk Underground Railroad, welches für Sklaven die Flucht aus den Südstaaten der USA in die sichereren Nordstaaten oder in die Provinz Kanada organisierte, und war Zufluchtsort für entkommene Sklaven und für andere Aktivisten. Kelley war weiterhin als Rednerin und Spendensammlerin tätig, bis sie 1850 aufgrund der nachlassenden Gesundheit weniger reisen konnte.
1854 wurde Kelley die Hauptgeldbeschafferin und Generalfinanzagentin der Anti-Slavery Society und 1857 übernahm sie die Position der Generalagentin, die für Vortrags- und Kongresspläne verantwortlich war.

## Einsatz für Frauenrechte
Im Mai 1850, zum Abschluss des jährlichen Treffens der American Anti-Slavery Society in Boston, wurde von zwei Männer und neun Frauen, darunter Paulina Kellogg Wright Davis, Abby Kelley, Lucy Stone und Harriot Kezia Hunt eine nationale Frauenrechtskonvention geplant.
Am 23. und 24. Oktober 1950 nahm Kelly an der Ersten Nationalen Frauenrechtsversammlung in Worcester teil und war eine der Hauptrednerinnen. Nach dem amerikanischen Bürgerkrieg unterstützte Kelley die Verabschiedung des 15. Zusatzartikels zur Verfassung der Vereinigten Staaten, weil sie der Ansicht war, dass das Wahlrecht für afroamerikanische Männer ein dringenderes Bedürfnis sei als das Wahlrecht für Frauen. Einige Aktivistinnen widersetzten sich jeder Änderung, die nicht das Frauenwahlrecht beinhaltete. Kelley trennte sich daher von Susan B. Anthony und Elizabeth Cady Stanton, weil diese sich entschieden gegen die Änderung aussprachen.
1868 gehörte sie zu den Organisatorinnen des Gründungskonvents der New England Woman Suffrage Association, der ersten regionalen Vereinigung, die sich für das Frauenwahlrecht einsetzte. Um den Initiativen von Susan B. Anthony und Elizabeth Cady Stanton entgegenzuwirken, wurde eine Organisation gegründet, die das Wahlrecht sowohl für Afroamerikaner als auch für Frauen unterstützte und damit einverstanden war, dass afroamerikanische Männer zuerst das Wahlrecht erlangten.
Nachdem der Änderungsantrag 1870 verabschiedet und die Anti-Slavery Society aufgelöst war, setzte sich Kelley weiterhin für die Gleichberechtigung von Afroamerikanern und Frauen ein.
1872 weigerten sich Kelley und ihr Ehemann Steuern auf ihr gemeinsames Eigentum zu zahlen. Sie argumentierten damit, da Kelley als Frau nicht wählen könne, sei sie ein Opfer der Besteuerung ohne Vertretung. Um ihre Schulden zu begleichen, ließen sie ihre Farm zweimal versteigern, und Freunde kauften diese wieder für sie zurück. Kelley setzte ihren Aktivismus trotz finanzieller Schwierigkeiten und schlechter Gesundheit fort und schrieb bis zu ihrem Tod Briefe an andere Aktivisten und politische Persönlichkeiten.

## Ehrungen

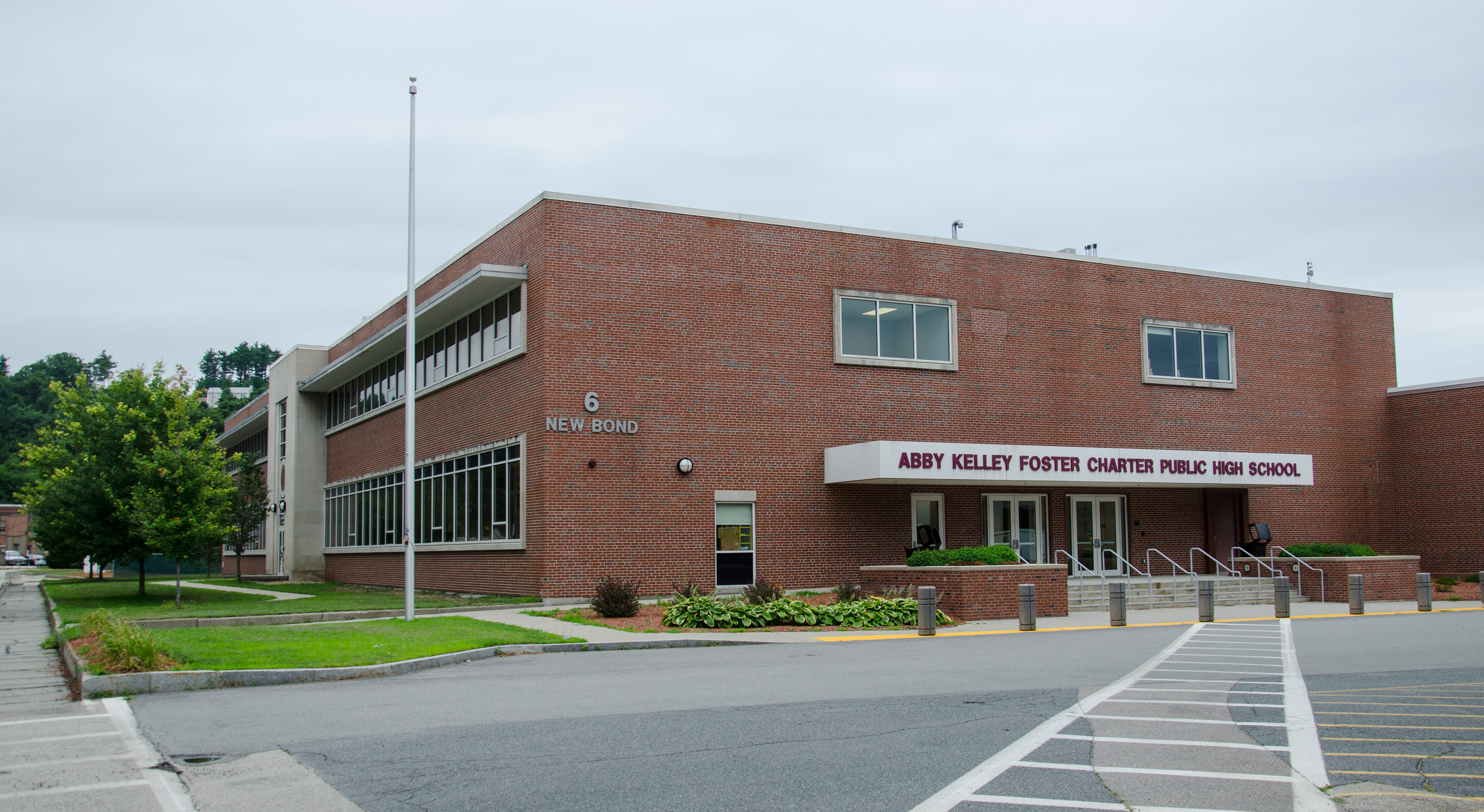
Abby Kelley Foster Charter Public High School, 2016

- Die Liberty Farm in Worcester, Massachusetts, wurde zum National Historic Landmark ernannt.
- Abby's House, ein Frauenhaus, das 1976 in Worcester eröffnet wurde, wurde ihr zu Ehren benannt.
- Die 1998 eröffnete Abby Kelley Foster Charter Public School, eine K-12-Schule in Worcester, Massachusetts, ist ihr zu Ehren benannt.
- 2011 wurde sie in die National Women’s Hall of Fame aufgenommen.[2]